# Impatiens violascens
Impatiens violascens är en balsaminväxtart som beskrevs av B.U.Oh och Y.Y.Kim. Impatiens violascens ingår i släktet balsaminer, och familjen balsaminväxter. Inga underarter finns listade i Catalogue of Life.